# Првенство Југославије у фудбалу 1925.
Првенство 1925. године било је друго узастопно првенство које је освојила Југославија Београд. Организовано је по куп систему.

## Учесници првенства
- Бачка, Суботица
- 1. ХШК Грађански, Загреб
- Илирија, Љубљана
- Југославија, Београд
- Славија, Осијек
- САШК, Сарајево
- Хајдук, Сплит

## Првенство

### Четвртина финала
Југославија 3 - 2 Хајдук
Бачка 3 - 2 Илирија
Грађански 6 - 0 САШК
Славија (директно у полуфинале)

### Полуфинале
Југославија 3 - 2 Славија
Грађански 3 - 0 Бачка

### Финале
Југославија 3 - 2 Грађански

### Освајач лиге
СК ЈУГОСЛАВИЈА (тренер: Карел Блаха)
Драгутин Немеш
Милутин Ивковић
Бранко Петровић
Михаило Начевић
Алојз Махек
Света Марковић
Ђорђе Ђорђевић
Бошко Тодорић
Драган Јовановић
Стеван Лубурић
Владета Ђурић
Душан Петковић
Бранислав Секулић
| Првак Југославије у фудбалу 1925. |
| --------------------------------- |
| ФК Југославија                    |
| Друга титула                      |